# Gespreide herhaling

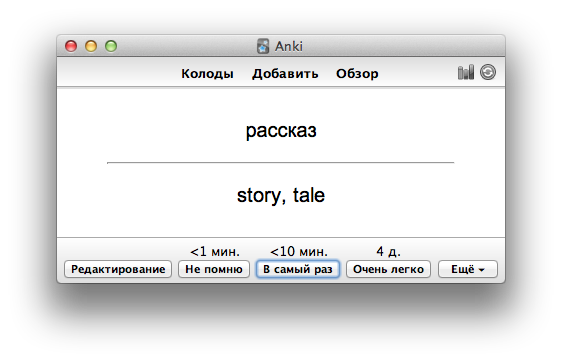
Anki, een computerprogramma voor leren via gespreide herhaling

Gespreide herhaling is een vorm van memorisering waarbij kennis herhaald wordt over een telkens langer wordend tijdsinterval. Als iets nieuws geleerd moet worden, dan dient dit aanvankelijk met korte tussenpozen herhaald te worden en deze periodes kunnen verlengd worden naarmate iets beter bekend is.
In 1973 werd deze leermethode toegepast door Sebastian Leitner om flitskaarten door middel van gespreide herhaling te leren. Tegenwoordig bestaan er computerprogramma's om flitskaarten op deze manier te leren, waaronder Anki, Mnemosyne en SuperMemo.
Enkele bekende namen op dit gebied zijn Hermann Ebbinghaus (bekend van het begrip vergeetcurve), Paul Pimsleur (onderzoeker) en Piotr Woźniak (onderzoeker en ontwikkelaar van SuperMemo).